# Lutogniew (imię)
Lutogniew – staropolskie imię męskie, złożone z członów Luto- („srogi, okrutny, dziki”, por. luty) i  -gniew. Znaczenie imienia: „srogi w gniewie”. Imię w tej postaci wystąpiło w 1212.
Lutogniew imieniny obchodzi 25 marca i 9 maja, 11 maja.